# 蒙索莱图瓦勒
蒙索莱图瓦勒（法語：Montceaux-l'Étoile，法語發音：[mɔ̃so letwal]）是法国索恩-卢瓦尔省的一个市镇，属于沙罗勒区。

## 地理
蒙索莱图瓦勒（46°21'6"N, 4°2'37"E）面积9.64 平方千米，位于法国勃艮第-弗朗什-孔泰大區索恩-卢瓦尔省，该省份为法国中部省份，北起顺时针与科多尔省、汝拉省、安省、罗讷省、卢瓦尔省、阿列省和涅夫勒省接壤。
与蒙索莱图瓦勒接壤的市镇（或旧市镇、城区）包括：昂济勒迪克、布里奥奈地区圣迪迪耶、韦尔索格。

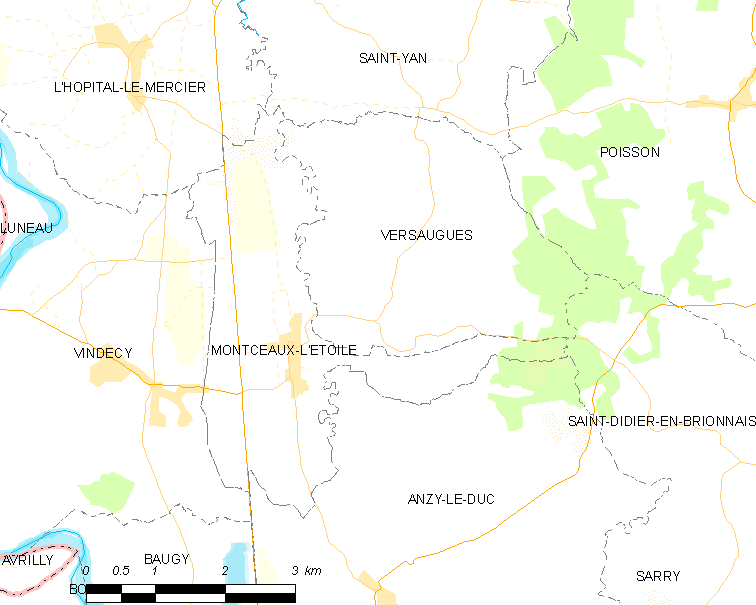
蒙索莱图瓦勒的OSM定位图

蒙索莱图瓦勒的时区为UTC+01:00、UTC+02:00（夏令时）。

## 行政
蒙索莱图瓦勒的邮政编码为71110，INSEE市镇编码为71307。

## 政治
蒙索莱图瓦勒所属的省级选区为帕赖勒莫尼亚勒县。

## 人口

1962-2008年间蒙索莱图瓦勒人口变化图示

蒙索莱图瓦勒于2022年1月1日时的人口数量为297人。